# Catalanus van Monaco
Catalanus Grimaldi (Monaco 1415 – aldaar juli 1457) was heer van Monaco van 1454 tot 1457. Hij was een zoon van Jan I van Monaco en diens echtgenote Pomelline Fregoso.
Catalanus was net als zijn vader in krijgsdienst van verschillende buitenlandse vorsten. Hij huwde met Bianca del Carretto (Finale 1432 – Monaco 1458), dochter van markgraaf Galeotto van Finale en Noli. Uit dit huwelijk worden drie kinderen geboren:
- Jan (jong overleden)
- Reinier (jong overleden)
- Claudine (1451-1515)

Na de dood van zijn vader in 1454 nam hij de regering van Monaco over, echter drie jaar later overleed hij al. In zijn testament had hij laten vastleggen dat zijn 6-jarige dochter zijn erfgename was en dat zij zou trouwen met de 31 jaar oudere Lambert Grimaldi d’Antibes. Dit om Monaco binnen de familie Grimaldi te houden: in Monaco mochten alleen mannen de troon erven. Hierop ontstond een machtsstrijd tussen Lambert en Claudines moeder Pomelline Fregoso, die het regentschap voor haar minderjarige dochter opeiste. Uiteindelijk werd de strijd beslist in het voordeel van Lambert, die in 1458 de regering overnam.
Reinier I · Karel I, Anton, Reinier II en Gabriël · Lodewijk en Jan I · Lodewijk · Ambrosius en Jan I · Jan I · Catalanus · Claudine · Lambert · Jan II · Lucianus · Augustinus · Honorius I · Karel II · Hercules · Honorius II · Lodewijk I · Anton I · Louise Hippolyte · Jacobus I · Honorius III · Honorius IV · Honorius V · Florestan I · Karel III · Albert I · Lodewijk II · Reinier III · Albert II